# Morococala
Morococala ist eine Bergbausiedlung im Departamento Oruro im Hochland des südamerikanischen Andenstaates Bolivien.

## Lage im Nahraum
Morococala liegt  in der Provinz Pantaleón Dalence und ist zentraler Ort im Cantón Morococala im Municipio  Huanuni. Die Ortschaft liegt auf einer Höhe von 4479 m  im Quellbereich des nach Südwesten fließenden Río Santa Fe, der über den Río Huanuni zum Uru-Uru-See fließt.

## Geographie
Morococala liegt am östlichen Rand des bolivianischen Altiplano vor dem Höhenzug der Serranía de Sicasica. Das Klima ist geprägt durch ein typisches Tageszeitenklima, bei dem die Temperaturschwankungen zwischen Tag und Nacht größer sind als zwischen den Jahreszeiten.
Die Jahresdurchschnittstemperatur der Region liegt bei etwa 10 °C (siehe Klimadiagramm Oruro), wobei die Monatsdurchschnittswerte zwischen 6 °C im Juni/Juli und 14 °C im November schwanken. Der Jahresniederschlag liegt bei niedrigen 400 mm, mit einer ausgeprägten Trockenzeit von April bis November mit Monatswerten unter 20 mm, und einer kurzen Feuchtezeit von Dezember bis Februar mit monatlich etwa 80 mm.

## Verkehrsnetz
Morococala liegt in einer Entfernung von 52 Straßenkilometern südöstlich von Oruro, der Hauptstadt des Departamentos.
Durch Oruro führt die asphaltierte Nationalstraße Ruta 1, die von peruanischen Grenze im Norden das ganze Hochland durchquert und im Süden an der Grenze zu Argentinien endet. Am östlichen Ortsausgang von Oruro zweigt von der Ruta 1 eine Landstraße in östlicher Richtung ab, erreicht über Sepulturas die Ortschaft Cala Cala de Oruro und von dort nach sechzehn Kilometern in südöstlicher Richtung das in der Bergregion des Cerro Quinta Collu gelegene Japo. Von dort sind es noch einmal fünfzehn Kilometer in Höhenlagen von rund 4500 Metern bis nach Morococala.

## Bevölkerung
Die Einwohnerzahl der Ortschaft ist in dem Jahrzehnt zwischen den beiden letzten Volkszählungen um etwa ein Fünftel zurückgegangen:
| Jahr | Einwohner         | Quelle       |
| ---- | ----------------- | ------------ |
| 1992 | keine Detaildaten | Volkszählung |
| 2001 | 448               | Volkszählung |
| 2012 | 353               | Volkszählung |
| 2024 |                   | Volkszählung |

Die Region weist einen deutlichen Anteil an Quechua-Bevölkerung auf, im Municipio Paria sprechen 93,1 Prozent der Bevölkerung Quechua.